# Atlantic LNG
Atlantic LNG est un terminal d'exportation de gaz naturel liquéfié situé à Point Fortin, sur l'île de la Trinité, c'est le seul du pays.

## Développement
Le projet de construire un terminal méthanier dans le pays est défendu au début des années 1990, notamment par Cabot LNG, entreprise rachetée en l'an 2000 par Tractebel, division du groupe Suez (maintenant Engie). Un accord est convenu en 1993, liant Cabot LNG, National Gas Company of Trinidad and Tobago, Amoco, et British Gas. L'entreprise Atlantic LNG est formellement créée en 1995 et les travaux sur le site choisi à Point Fortin commencent en 1996.

## Construction des trains
L'usine comporte 4 trains (unités de liquéfactions). La construction s'est faite en trois étapes, chacune gérée par une entité différente avec un actionnariat spécifique (voir tableau). Cependant, fin 2022, au terme de trois ans de négociation, tous les trains sont réunis au sein d'une seule entité, avec une redistribution des parts entre les partenaires.
| Train | Capacité Mt/an | Mise en service | Partenaires                                                              |
| ----- | -------------- | --------------- | ------------------------------------------------------------------------ |
| 1     | 3              | Avril 1999      | Shell (46%), BP (34%), NGCTT (10%), Chinese Investment Corporation (10%) |
| 2     | 3.3            | Aout 2002       | Shell (57.5%), BP (42.5%)                                                |
| 3     | 3.3            | Avril 2003      | Shell (57.5%), BP (42.5%)                                                |
| 4     | 5.2            | Décembre 2005   | Shell (51.1%), BP (37.8%), NGCTT (11.1%)                                 |

## Importance économique
Avec l'arrivée en service du quatrième train, la capacité a atteint 14,8 millions de tonnes par an. Ainsi, en 2010, le pays était le sixième exportateur de gaz naturel liquéfié au monde, en 2021 il est descendu à la onzième place.
Pendant la première décennie de son existence, Atlantic LNG avait pour principaux clients les terminaux situés aux États-Unis. Néanmoins, avec le développement de la production de gaz de schiste, les importations américaines se sont arrêtées, et la production d'Atlantic LNG s'est réorientée vers d'autres clients, dont l'Espagne, le Chili, le Canada, la Chine, mais aussi des clients beaucoup plus proches : Porto Rico, la République Dominicaine et la Jamaïque.
Le gaz exporté par Atlantic LNG représente environ un tiers de la valeur des exportations du pays en 2020.

## Avenir incertain
La production de gaz (comme de pétrole) dans le pays est en déclin : les nouveaux gisements découverts sont modestes et ne suffisent pas à compenser la baisse de production des gisements existants.
En conséquence, le train 1 de Atlantic LNG a été fermé en 2020. Il n'a cependant pas été détruit, et est maintenu en état de fonctionnement.
Pour tenter d'assurer un avenir à l'usine, Trinidad a entamé des négociations avec le Venezuela. En effet, des gisements de pétrole situés dans le nord-est du Venezuela détruisent en torchère d'importantes quantités de gaz associé pour lequel il n'y a pas de débouchés. Trinidad propose donc de construire un gazoduc qui permettrait d'acheminer une partie de ce gaz vers Atlantic LNG, permettant son exportation.